# 두 교황
《두 교황》(영어: The Two Popes)은 2019년 개봉한 전기 영화로, 교황 베네딕토 16세와 그 후임 교황 프란치스코의 이야기를 다루고 있다. 앤서니 매카튼이 자신의 2017년작 희곡 〈교황〉(The Pope)을 직접 각색하였고, 브라질의 페르난두 메이렐리스 감독이 연출하였다. 교황 베네딕토 16세 역은 앤서니 홉킨스, 교황 프란치스코 역은 조너선 프라이스가 맡았다.
2019년 8월 텔류라이드 영화제에서 전 세계 최초로 상영되었고, 같은 해 12월 넷플릭스에서 공개되었다. 극장 개봉도 진행되었는데, 2019년 11월에 미국과 영국에서 개봉하였고, 대한민국에는 12월 11일에 일부 극장에서 상영되었다. 이듬해 골든 글로브상, 영국 아카데미 영화상, 제92회 아카데미상 후보에 올랐다.

## 줄거리
2005년 4월, 부에노스아이레스 교구의 대주교를 역임하고 있는 호르헤 마리오 베르골리오 추기경은 요한 바오로 2세가 서거함에 따라 새 교황을 선출하러 바티칸 시국으로 소환된다. 세 차례에 걸친 콘클라베 결과 요제프 라칭거 추기경이 선출되어 교황 베네딕토 16세가 된다. 베르골리오 추기경은 득표수에서 2위에 머문다. 그로부터 7년 뒤인 2012년, 로마 가톨릭교회는 바티칸 문서유출 스캔들에 휘말리게 되고, 베네딕토 16세 교황이 스캔들을 은폐했다는 의혹이 속속 제기되면서 재임기간의 오점을 남기고 만다. 교황청 측이 아동성추행을 자행한 신부들을 막연히 처분하였고, 특히 피터 헐러만은 라칭거 추기경이 직접 다른 교구로 배치했음에도 계속해서 아동학대를 저질렀다는 사실이 드러나면서 여론은 더욱 악화된다.
베르골리오 추기경은 대주교 자리에서 사퇴하겠다는 요청서를 바티칸에 보내지만 아무런 응답이 없었다. 이에 로마로 직접 날아가서 교황에게 사직서를 직접 전할 채비를 하다가, 마침 바티칸으로 와달라는 서신을 받게 된다. 베르골리오와 베네딕토 교황은 교황청 소유 여름 별장인 카스텔 간돌포 궁전에서 회동한다. 두 사람은 신과 교회의 역할에 대해 논한다. 베네딕토 교황은 자신이 어떻게 사제가 되었나를 털어놓다가 문득 개인 관심사에 대한 이야기로 넘어간다. 베네딕토 교황이 좋아하는 TV드라마 <경감 렉스> (Kommissar Rex)를 보던 두 사람은 베르골리오 추기경의 사직 문제에 관하여 또 한 차례 토론을 벌인다.
베르골리오 추기경은 젊은 시절 자신이 성당으로 향하게 된 이야기를 되짚어본다. 본래 약혼자와 결혼을 할 생각이었던 그는 성당 신부님과의 고해성사를 계기로 예수회에 들어가고, 프란즈 할릭스 신부와 오를란도 요리오 신부를 만나 신앙의 친우가 된다. 베네딕토 교황은 베르골리오 추기경의 사직서를 거절하면서, 자신이 사직을 받아들이면 추기경마저 교황을 신임하지 못하는 것으로 해석해서 가톨릭교회를 위축시킬 수 있다고 말한다. 결국 베네딕토 교황과 베르골리오 추기경은 서로의 의견차를 덮어두고 개인적인 대화를 나누면서 점차 친근한 사이가 된다.
다음날 두 사람은 헬리콥터를 타고 바티칸으로 향한다. 헬기 안에서도 베르골리오 추기경은 사직서 수리에 대해 다시 생각해달라고 밝히려 하지만 베네딕토 교황은 이야기 자체를 거부한다. 이후 시스티나 성당 내에 있는 눈물의 방에서 추기경을 다시 접견한 베네딕토 교황은 사직을 수리하지 않는 이유가 사실 자신이 교황직에서 물러날 생각이기 때문이라고 털어놓는다. 갑작스런 고백에 놀란 베르골리오 추기경은 교회의 전통과 승계에 위배되는 것이라며 반대 의사를 표한다. 이에 베네딕토 교황은 이제는 전통에 대한 자신의 견해도 달리할 때라며 변화는 필수적인 것이라고 말한다. 또 자신의 후임 교황으로 베르골리오 추기경이 나설 만하다고 솔직하게 밝히지만, 베르골리오는 아르헨티나 군부 쿠데타에 일부 협력한 데다, 친우들을 지키고 군부독재에 맞서지 못했다는 인식이 자신의 평판을 떨어뜨릴 것이라며 교황이 되지 못한다고 말한다. 베르골리오는 더러운 전쟁 시기 아르헨티나 예수회 관구장직에서 축출되었고, 이를 계기로 평범한 교구 사제가 되어 가난한 사람들을 위해 10여년간 전도를 펼친다.
이후 베르골리오 신부는 할릭스 신부와는 화해하지만 요리오 신부와는 영영 화해하지 못했다는 죄책감을 안고 살아간다. 거기에 독재정권 시기 자신이 저지른 행동과 무력감에 대한 기억이 그의 머릿속에 계속해서 되뇌인다. 베네딕토 교황은 베르골리오 추기경을 위로하며 사면을 내린다. 그리고는 그 역시 자신은 이제 더 이상 신의 음성이 들리지 않는다고 고백하며 이제 그만 물러나고 싶다고 단언한다. 베르골리오 추기경 역시 교황을 위로하고 사면을 내려준다. 두 사람이 방에서 나오자 시스티나 성당을 구경하던 관광객들은 깜짝 놀란다. 베네딕토 교황은 사람들을 반갑게 맞이하고 셀카를 찍는다. 교황의 뜻을 확인한 베르골리오 추기경은 아르헨티나로 향한다.
1년 뒤 베네딕토 16세 교황은 전세계를 향해 교황직에서 내려올 것임을 공식 발표한다. 이어 치러진 콘클라베에서 베르골리오 추기경이 후계 교황으로 당선되어 프란치스코 교황이 된다. 그 후 두 사람은 다시 만나 2014년 FIFA 월드컵 결승전에서 자국인 독일과 아르헨티나의 경기를 시청한다.

## 출연자
- 조너선 프라이스 - 호르헤 베르골리오 / 프란치스코 교황
  - 후안 미누힌 (젊은 시절)
- 앤서니 홉킨스 - 베네딕토 16세 교황
- 루이스 그네코 - 클라우지우 우메스 추기경
- 시드니 콜 - 피터 턱슨 추기경
- 리산드로 픽스 - 프란츠 할릭스 신부
- 마리아 우세도 - 에스테르 바예스트리노
- 윌리 조나 - 프랜시스 아린제
- 토머스 D. 윌리엄스 - 미국인 기자
- 아킬레 브루니니 - 마르티니 추기경
- 페데리코 토레 - 에스테베스 신부
- 헤르만 데실바 - 요리오 신부
- 호세요 베야 - 마세라 제독

## 수상 목록
| 연도 | 상                         | 부문              | 수상자                         | 결과   | 출처  |
| ---- | -------------------------- | ----------------- | ------------------------------ | ------ | ----- |
| 2019 | 할리우드 영화상            | 할리우드 각본상   | 앤서니 매카튼                  | 수상   |       |
| 2019 | 새틀라이트상               | 극영화 작품상     | 《두 교황》                    | 후보   |       |
| 2019 | 새틀라이트상               | 남우조연상        | 앤서니 매카튼                  | 후보   |       |
| 2019 | 새틀라이트상               | 각색상            | 앤서니 매카튼                  | 후보   |       |
| 2019 | 새틀라이트상               | 분장상            | 루카 칸포라                    | 후보   |       |
| 2019 | 새틀라이트상               | 미술상            | 마크 틸데즐리, 사베리오 삼말리 | 후보   |       |
| 2020 | 골든 글로브상(77회)        | 극영화 작품상     | 《두 교황》                    | 후보   | [ 2 ] |
| 2020 | 골든 글로브상(77회)        | 극영화 남우주연상 | 조너선 프라이스                | 후보   | [ 2 ] |
| 2020 | 골든 글로브상(77회)        | 남우조연상        | 앤서니 홉킨스                  | 후보   | [ 2 ] |
| 2020 | 골든 글로브상(77회)        | 각본상            | 앤서니 매카튼                  | 후보   | [ 2 ] |
| 2020 | 영국 아카데미 영화상(73회) | 영국 영화상       | 《두 교황》                    | 후보   | [ 3 ] |
| 2020 | 영국 아카데미 영화상(73회) | 남우주연상        | 조너선 프라이스                | 후보   | [ 3 ] |
| 2020 | 영국 아카데미 영화상(73회) | 남우조연상        | 앤서니 홉킨스                  | 후보   | [ 3 ] |
| 2020 | 영국 아카데미 영화상(73회) | 각색상            | 앤서니 매카튼                  | 후보   | [ 3 ] |
| 2020 | 영국 아카데미 영화상(73회) | 캐스팅상          | 니나 골드                      | 후보   | [ 3 ] |
| 2020 | 아카데미상(92회)           | 남우주연상        | 조너선 프라이스                | 미발표 |       |
| 2020 | 아카데미상(92회)           | 남우조연상        | 앤서니 홉킨스                  | 미발표 |       |
| 2020 | 아카데미상(92회)           | 각색상            | 앤서니 매카튼                  | 미발표 |       |

## 같이 보기
- 넷플릭스 오리지널 영화 목록